# Claude-Henri Buffard
Pour les articles homonymes, voir Buffard.
Vous pouvez aider à l'améliorer ou bien discuter des problèmes sur sa page de discussion.
- Il ne cite pas suffisamment ses sources. Vous pouvez indiquer les passages à sourcer avec {{référence nécessaire}} ou {{Référence souhaitée}}, et inclure les références utiles en les liant aux notes de bas de page. (Marqué depuis avril 2024)
- Certaines informations devraient être mieux reliées aux sources mentionnées dans la bibliographie ou les liens externes. Améliorez sa vérifiabilité en les associant par des références. (Marqué depuis avril 2024)

- Archive Wikiwix
- Bing
- Cairn
- DuckDuckGo
- E. Universalis
- Gallica
- Google
- G. Books
- G. News
- G. Scholar
- Persée
- Qwant
- (zh) Baidu
- (ru) Yandex
- (wd) trouver des œuvres sur Wikidata

Compléments
Collaborateur de Jean-Claude Gallotta et Bartabas
Claude-Henri Buffard, né à Grenoble, est un écrivain, dramaturge, scénariste et romancier français.

## Biographie
Alors qu'il est étudiant, Claude-Henri Buffard écrit ses premières pièces (Un jour moins l'éternel et Trois secondes dans la vie d'un Milanais) qui sont jouées par la compagnie qu'il a créée avec quelques amis, le Théâtre de la Potence, à Grenoble. Il commence sa carrière professionnelle comme journaliste et critique dramatique dans la presse régionale, et comme chroniqueur au Monde de 1980 à 1982. Il sera également rédacteur en chef du mensuel Rouge et Noir (1982-1986), directeur de la communication puis secrétaire général de la MC2 (1982-1990) pour laquelle il écrira "Les Rêves ont leurs usines" (2004). Dans les années 90, il collaborera avec le Théâtre national populaire de Villeurbanne et avec l'Odéon-Théâtre de l'Europe à Paris.[réf. souhaitée]
Au début des années 90, il devient dramaturge du chorégraphe Jean-Claude Gallotta, co-écrit avec lui des livres Gallotta/Groupe Emile Dubois (1988),"Souvenirs obliques d'un chorégraphe"(2005),"l'Enfance de Mammame"(2014), scénarise son long-métrage L'Amour en deux (1991) et, depuis 1998, écrit avec lui les projets et les textes de ses spectacles chorégraphiques. dont "Presque Don Quichotte", "Les Larmes de Marco Polo", "99 duos", "Racheter la mort des gestes, chroniques chorégraphiques", "My Ladies rock", ainsi que "Volver"(2016) avec Olivia Ruiz.   
Au cinéma, il écrit le scénario de "Mazeppa" avec Bartabas, film présenté en sélection officielle au Festival de Cannes (1993) et le livre "Manifeste pour la vie d'artiste (2012).
Pour le théâtre, il écrit notamment La Minute de silence (1991) pour le metteur en scène Moïse Touré sur le thème de l'Holocauste, pièce qui sera jouée de très nombreuses fois et traduite en allemand, espagnol, japonais ; ainsi que "Jeanne heureuse" et "la Robe rouge", deux pièces à la forme interrogative. Avec Moïse Touré, il écrit "2147, l'Afrique"(2006) et, dix ans après, le 2ème volet intitulé "Et si l'Afrique disparaissait?"; en 2021, ils créent "La Nuit sera calme" autour de la question de l'hospitalité.[réf. souhaitée]

## Œuvres
Romans
- 2001 : La Fille d'Emma, éditions Grasset  (ISBN 2246611210)
- 2007 : Je hais l'été, éditions Mille et une nuits  (ISBN 2842059832)
- 2007 : Oki ne voit pas le mal, éditions Mille et une nuits  (ISBN 2842059840)

Nouvelles
- 2011 : La Lectrice, éditions Marc Pessin
- 2012 : La Crète des lignes, éditions Marc Pessin

Théâtre / Danse
- 1973 : Trois secondes dans la vie d'un Milanais, éditions PJ Oswald
- 1996 : La Minute de silence, éditions Comp'Act  (ISBN 287661121X)
- 1998 : La Robe rouge (L'adieu au siècle), éditions Paroles de l'Aube  (ISBN 2843840635)
- 2002 : Mon lointain parent, éditions Comp'Act
- 2003 : Jeanne heureuse, éditions Comp'Act  (ISBN 2876611929)

Essais
- 1988 : Jean-Claude Gallotta, groupe Émile Dubois avec Laurence Louppe, Jean-Louis Schefer, éditions Dis Voir  (ISBN 2906571067)
- 1996 : Time Rocker avec Darryl Pinckney, Lou Reed, et Robert Wilson, éditions Christian Bourgois,  (ISBN 2267013894)
- 2004 : Les rêves ont leurs usines : Une maison de la culture, Grenoble 1968-2004 avec Guy Delahaye, éditions Glénat,  (ISBN 2723448665)
- 2005 : Gallotta : Souvenirs obliques d'un chorégraphe avec Guy Delahaye, Actes Sud,  (ISBN 274275668X)
- 2012 : Manifeste pour la vie d'artiste, en collaboration avec Bartabas, éditions Autrement,  (ISBN 9782746733251)

Scénarios
- 1991 : L'Amour en deux de Jean-Claude Gallotta
- 1993 : Mazeppa de Bartabas